# 1988 у літературі

## Померли
- 8 травня — Роберт Хайнлайн, американський письменник-фантаст (народився в 1907).
- 23 травня — Олексій Федорович Лосєв, російський філософ та філолог (народився в 1893).
- 17 листопада — Мордхе Хусід, канадський єврейський поет і прозаїк.
- 30 грудня — Юлій Маркович Даніель, радянський поет, прозаїк, перекладач, дисидент (народився в 1925).

## Нові книжки
- Умберто Еко. Маятник Фуко.
- Алхімік — роман Пауло Коельо.